# Résolution 209 du Conseil de sécurité des Nations unies
Membres permanents
- Chine (Taïwan)
- États-Unis
- France
- Royaume-Uni
- URSS

Membres non permanents
- Bolivie
- Côte d'Ivoire
- Jordanie
- Malaisie
- Pays-Bas
- Uruguay

Résolution no 208 Résolution no 210
La résolution 209  est une résolution du Conseil de sécurité des Nations unies adoptée le 4 septembre 1965, dans sa 1237e séance, avec une détérioration de la situation le long de la ligne de cessez-le-feu au Cachemire, le Conseil a invité l'Inde et le Pakistan à prendre toutes les mesures nécessaires à cesser immédiatement les combats et revenir à leurs côtés respectifs de la ligne. Le Conseil a également appelé les deux gouvernements à coopérer pleinement avec le Groupe d'observateurs militaires des Nations unies pour l'Inde et le Pakistan (GOMNUIP - en anglais: United Nations Military Observer Group in India and Pakistan ou UNMOGIP) et a demandé au secrétaire général de faire rapport sur la mise en œuvre de la résolution dans les trois jours.

## Vote
La résolution a été approuvée à l'unanimité.

## Texte
- Résolution 209 Sur fr.wikisource.org
- Résolution 209 Sur en.wikisource.org